# Liste der Träger des Sächsischen Verdienstordens
Diese Liste führt die Träger des Sächsischen Verdienstordens chronologisch auf. Die Auszeichnung wurde am 27. Oktober 1997 erstmals vergeben.
| Inhaltsverzeichnis: 1997 \|1998 \| 2000 \| 2001 \| 2002 \| 2003 \| 2004 \| 2005 \| 2006 \| 2007 \| 2008 \| 2009 \| 2010 \| 2012 \| 2013 \| 2014 \| 2015 \| 2016 \| 2017 \| 2018 \| 2019 \| 2020 \| 2021 \| 2022 \| 2023 \| 2024 \|2025 \| Weblinks \| Einzelnachweise |

## 27. Oktober 1997
- Kurt Biedenkopf †, als Ministerpräsident (1990–2002)
- Renate Drucker †
- Erich Glowatzky †
- Erich Iltgen †, als Landtagspräsident (1990–2009)
- Hans Nadler †
- Melanie Weber †
- Karl Weise †

## 20. Juli 1998
- Ulrich Dähnert[1] † (verliehen am 30. März 1998)
- Andreas Blumenstein †
- Wolfgang Funk †
- Reinhold Meister
- Siegfried Richter †
- Erich Schmidt †
- Kurt Schoop †
- Maria Schubert
- Max Uhlig

## 2. Dezember 1998
- Elke Blumenthal †
- Niels Gormsen †
- Klaus-Ewald Holst
- Helmut Klotz
- Günter Kröber †
- Günther Wartenberg †

## 3. März 1999
- Wolf-Dietrich Freiherr Speck von Sternburg[2]

## 5. Juni 2000
- Heinz Diettrich †
- Bernhard Freiherr Loeffelholz von Colberg
- Erich Geiger †
- Gerhard Haupt †
- Karl-Ludwig Hoch †
- Karl-Heinz Kunckel †
- Klaus Stiebert
- Peter Strang
- Ingrid Straßberger
- Hanne Wandtke

## 12. September 2000
- Helmut Flade †
- Helmut Herrmann †
- Siegfried Pach †
- Siegfried Schilling †
- Johannes Schönherr †

## 2. November 2000
- Werner Ballarin †
- Herbert Bittlinger †
- Heinz Böttrich †
- Rudolf Gregor
- Carl Hahn junior †
- Arno Heibutzki
- Gerd Heuß †
- Frank Mädler
- Hans-Joachim Möhle
- Jutta Müller †
- Otfried Wagenbreth †

## 12. Oktober 2001
- Peter Günter Daetz
- Rudolf Häussler
- Dietrich H. Hoppenstedt
- Alfred Neugebauer †
- Dirk Neumann
- Dag-Ernst Petersen
- Paul Raabe †
- Gabriele Schmitz-Schackert
- Kurt Schwarzbach †
- Peter Schwenke †
- Christian Starke
- Herta Steiner
- Konrad Wagner †
- Amadeus Webersinke †

## 19. März 2002
- Gerd Schulte-Hillen[3] † (verliehen am 5. März 2002)
- Christian Bloch †
- Kurt Drescher †
- Wolfgang Dünnbier
- Günther Hecht †
- Roman König †
- Berta Kriegel †
- Henry A. Landsberger †
- Wolfgang Marcus †
- Wolfgang Mischnick †
- Siegfried Reimann †
- Friedrich Reinhard Schmidt
- Ingrid Singer
- Ute Steiger
- Udo Zimmermann †

## 25. März 2002
- Bart Jan Groot
- Doris Günther †
- Jürgen Hart †
- Klaus R. Hartung
- Rudolf Jahn
- Siegfried Kunis
- Walter Lange †
- Günter Meyer
- Klaus G. Saur
- Joachim Schlese
- Stefanie Spinner-König
- Siegfried Thiele
- Gunter Weiß
- Ingo Zimmermann
- Georg Milbradt, als Ministerpräsident (2002–2008) (verliehen am 18. April 2002)

## 23. Juni 2003
- Werner Adloff
- Jan Boetius
- Horst Cotta †
- Reinhard Erfurth
- Siegfried Hanisch
- Ursula Hartmann
- Jürgen Hering
- Helmut Köser
- Arnold Liebers
- Frank Niethammer †
- Christian Rocktaeschel
- Werner von Wyszecki †
- Reinhart Wege
- Wolfgang Wübbens †

## 29. November 2004
- Harald Eggers †
- Heinrich Magirius †
- Adolf Merckle †
- Michael Müller
- Hans-Jürgen Naumann
- Klaus Steinbock
- Folker Weißgerber †
- Ruth Zacharias †
- Paul Oestreicher[4] (verliehen am 11. März 2004)

## 10. Januar 2005
- Udo Baumbach †
- Hans Geisler
- Steffen Heitmann †
- Hartwig Hochstein
- Regina Jacobs
- Hans-Peter von Kirchbach
- Heinz Kubasch †
- Christine Lorenz
- Thomas Iver Pfeiffer
- Ursula Rößner †
- Rudolf Schröder
- Bernd Zöphel
- Margarete Groß[5] † (verliehen am 14. Juni 2005)
- Erika Pohl-Ströher[6] † (verliehen am 17. November 2005)

## 16. Januar 2006
- Jörg Baumgärtel
- Rosemarie Becker
- Paul Bojack †
- Günther Bormann
- Werner Dornscheidt
- Ingeborg Eule †
- Peter Gehrisch
- Heinz-Jürgen Guddat
- Wolfram Hoschke
- Andrzej Michalowski
- Angelika Neumann
- Manfred Richter
- Herbert Weimert
- Frieder Balthasar Wendelin †
- Erwin Teufel[7] (verliehen am 23. Februar 2006)

## 15. Januar 2007
- Peter Fulde †
- Franz Göttlinger
- Gunnar Grosse †
- Gerhard Kreysa
- Ina Kronesser
- Günter Löffler
- Joachim Lüddecke †
- Siegfried Roßbach †
- Wolfgang Rühlig †
- Kai Simons
- Karl Utz †

- Karl-Heinz Carl † (verliehen am 27. April 2007)

## 22. November 2007
- Rudolf Braungardt
- Friedrich Dieckmann
- Volker Dudeck
- Tilo Flade †
- Thomas Herrmann
- Ingeborg Kießling †
- Karl-Heinz Klawunn
- Dieter Richter
- Volkmar Stein

## 2008
- Václav Klaus[8] (verliehen am 9. Mai 2008)
- Stanislaw Tillich, als Ministerpräsident (2008–2017) (verliehen am 28. Mai 2008)

## 13. Oktober 2009
- Peter Adler †
- Hartwig Albiro
- Rudolf Albrecht †
- Volker Bandmann
- Martin Böttger
- Peter Dierich
- Johannes Gerlach
- Irmtraut Hollitzer
- Thomas Jacob
- Erwin Killat
- Gerold Kny
- Steffen Kollwitz
- Bernd Kunzmann
- Martin Lerchner
- Frank Pörner
- Johannes Schädlich
- Andreas Schönfelder
- Burckhard Schulze
- Arnold Vaatz
- Herbert Wagner
- Ernst Wirth
- Matthias Rößler, als Landtagspräsident (seit 2009) (verliehen am 21. Oktober 2009)

## 31. Mai 2010
- Verena Beigang †
- Volker Benedix
- Susanne Berthold
- Volker Berthold
- Claus Dittrich
- Manfred Goedecke
- Alfred Gunzenhauser †
- Hans Haferland †
- Gerhard Hamann
- Hartmut Koch
- Ronald Kuhl
- Manfred Langner
- Michael Lohnherr
- Eberhard Münzner
- Heinz-Jürgen Preiss-Daimler †
- Günter Reif †
- Stephan Scholz
- Heinrich Wagner †
- Rosemarie Wagner †
- Gerhardt Wolff
- Regina Wollmann †
- Klaus Wucherer

## 19. August 2010
- Ingrid Biedenkopf
- Peter-Klaus Budig †
- Hans-Peter Bühler
- Marion Bühler-Brockhaus
- Hans Franke
- Manfred Gäbler
- Ingeborg Handschick †
- Horst Hilbig †
- Johannes Just †
- Karl Noltze

## 1. März 2012
- Andreas Decker[9] (verliehen am 30. Januar 2012)
- Hans-Peter Bohrig
- Friederike de Haas †
- Bodo Finger
- Erika Maria Krüger
- Reiner Kunze
- Frank Münnich
- Albin Nees
- Jürgen Uwe Ohlau †
- Rudolf Presl
- Henry Schlauderer †
- M. Magdalena Vesenmayer
- Reimund Neugebauer[10] (verliehen am 20. September 2012)
- Bogdan Zdrojewski (verliehen am 2. Oktober 2012)

## 13. November 2012
- Heinz-Joachim Aris †
- Ilse Blochwitz
- Matthias Czech
- Manfred Feiler †
- Werner Hufenbach
- Werner Neubauer
- Christa Peterson
- Karel Schwarzenberg[11] (verliehen am 7. Dezember 2012) †

## 19. April 2013
- Henry H. Arnhold[12] †

## 19. Mai 2014
- Dieter Blaßkiewitz
- Henny Brenner †
- Jürgen Cieslak †
- Uwe-Frithjof Haustein
- Michael Kanig
- Anke-Maria Kops-Horn
- Peter Krüger
- Wolf-Eike Kuntsche
- Harald Marx
- Kurt Masur †
- Klaus-Jürgen Matthes
- Ingrid Mössinger
- Günter Schmidt
- Rolf Steinbronn

## 26. Juni 2015
- Edward, 2. Duke of Kent[13] (verliehen am 21. Mai 2015)
- Yadegar Asisi
- Michael Federmann
- Fritz Hähle
- Arne Kolbmüller
- Hans Joachim Meyer †
- Verena von Mitschke-Collande
- Hans-Georg Möckel
- Dietmar Mothes
- Horst Saalbach
- Jan Schulze
- Christoph Wonneberger
- Maria Ziegenfuß
- Volker Lange[14] (verliehen am 18. August 2015)

## 1. Juni 2016
- Renate Aris
- Hermann Brede †
- Hartmut Bunsen
- Heinz Eggert
- Horst Hennig
- Frieder Hofmann
- Theodor Kießling
- Marianne Rosowski
- Rolf Rosowski
- Peter Schreier †
- Frieder Stimpel
- Renate Tost
- Christian Schramm[15] (verliehen am 5. August 2016)

## 29. Mai 2017
- Annette G. Beck-Sickinger
- Eberhard Burger
- Michel-Eric Dufeil
- Sabine Glinkowski
- Ludwig Güttler
- Evamarie Hey-Hawkins
- Freya Klier
- Thomas Lange
- Tomoko Masur
- Helma Orosz
- Karl-Peter Parczyk †
- Jens Reichel
- Klaus Reichenbach
- Brigitte Voit
- Michael Kretschmer, als Ministerpräsident (seit 2017) (verliehen am 13. Dezember 2017)

## 11. September 2018
- Mariusz Czuba
- Angela D. Friederici
- Wieland Huttner
- Rolf Isaacsohn
- Iris Kloppich
- Felix Kolmer †
- Friederike Kübler
- Felicitas Loewe
- Karl Mannsfeld
- Angelika Meeth-Milbradt
- Hans-Jürgen Müller
- Gabriele Schönekerl
- Elisabeth Schwerin
- Reinhard Seeliger
- Jósef Tarniowy
- Wolfgang Uhlmann †
- Volker Wulff

## 5. Juni 2019
- Jürgen Mülder[16] (verliehen am 18. April 2019)
- Gottfried Hesse[17] (verliehen am 31. Mai 2019)
- Wilfried Arndt †
- Fritz Brickwedde
- Elvira Dreßen
- Rafal Dutkiewicz
- Heidemarie Fischer
- Renate Frühauf
- Rosemarie Haase
- Jochen Henke
- Jörg Junhold
- Margrit Kempgen
- Viola Klein (Unternehmerin)
- Torsten Kulke
- Achim Mehlhorn
- Rita Mittmann
- Thomas Müller
- Tomáš Jan Podivínský
- Anett Schmid
- Matthias Görbert[18] (29. November 2019)

## 16. und 17. Oktober 2020
- Karla Brümmer
- Rainer Eckert
- Werner Eyßer
- Lothar Kroll
- Siegfried Krüger
- Nora Lang
- Achim Middelschulte
- Ruth Müller-Landauer †
- Rosemarie Schneider
- Wolfgang Zeller

## 10. Dezember 2020
- Thomas Kunze[19]

## 2. und 6. Juli 2021
- Ulrike Böhm[20]
- Hans Brenner
- Harald Bretschneider
- Gerhard Glaser[21]
- Nadja Grigorenko
- Otto Guse
- Helmut König
- Rolf Jähnichen
- Lutz Kittelmann
- Volker Pfitzner
- Wolfgang Vogel

- Theo Müller

## 7. Juni 2022
- Peter Stosiek
- Erich Kraus
- Brigitte Kraus
- Irene Mamsch
- Wolfgang Schoppe
- Michael Burgkhardt †
- Michael Albrecht
- Maritha Dittmer
- Barbara Schienbein
- Andreas Dietz
- Thomas Grünewald
- Stephan Pöhler[22]

- Marianne und Frank-Michael Engel (verliehen am 24. Juni 2022)[23]

## 5. September 2023
- Günter Bruntsch
- Bernd Weber (Reichenbach)
- Peter-Paul Straube
- Gottfried Hanzl
- Wieland Kiess
- Hermann Fuchs (Gärtner)
- Rainer Leipnitz
- Christoph Josten
- Margitta Luttner
- Dirk Balster
- Wolfgang Groß[24]
- Heidrun Katzorke (verliehen am 20. Dezember 2023)[25]

## 4. Juni 2024
- Wolfgang Ebert
- Heidelore Geistlinger
- Jochen Heinz
- Dieter Heyne
- Ursula-Marlen Kruse
- Markus Löffler
- Dietmar Lohmann
- Heinz Reichmann
- Ute Schnabel
- Rüdiger School
- Gundula Seyfried
- Karola Wille[26]

## 9. Juni 2024
- Gojko Mitić[27]

## 17. Juni 2025
- Renate Stolze
- Dorothea Langefeld
- Karin Fünfstück
- Küf Kaufmann
- Lothar Ungerer
- Frank Schott
- Petr Schaller
- Erhard Adler
- Jens Weichelt
- Barbara Schönfeld
- Beatrix Lewe
- Gerhard Müller
- Karl Leo[28]